# Isla Dětský
La isla Dětský (en checo: Dětský ostrov, literalmente «isla de los niños») es una isla fluvial de la República Checa que se encuentra en el río Moldava, en la ciudad de Praga. Se encuentra en el barrio o distrito de Smíchov parte de esa ciudad.
Se menciona en los textos ya en 1355. Hasta el siglo XVIII, fue llamado Isla Maltézský (por el propietario del monasterio de los malteses llamado Panny Marie pod řetězem). Posteriormente fue llamada en honor de los miembros de la comunidad judía de Praga, que era dueños de esas tierras - los nombres incluían Hykyšův, Funkovský y Židovský.
La isla fue artificialmente ampliada con la construcción de las compuertas Smíchov (de 1913 a 1916). El sur de la isla se adjuntó a la isla de Petržílkovského y una larga pared divisoria se construyó en el lado norte. Las compuertas tienen dos bloqueos y dos presas de derivación en el río.
Una estatua alegórica del río Moldava y sus afluentes se encuentra en el lado norte de la isla. Cada año, el Día de los Difuntos (2 de noviembre), los miembros de la asociación "Vltavan" en el lugar traen una ofrenda floral aquí como recuerdo de los que se han ahogado en el río.
El puente que existe hoy en día, que conduce a la isla, fue construido en 1933. Fue elaborado sobre soportes originalmente establecidos para un puente de la calle propuesta Myslíkova (Puente Jiráskův).
El nombre actual de la isla se origina en el inicio de la década de 1960, cuando un parque infantil fue construido aquí.